# Armería en piedra de la ciudad de León

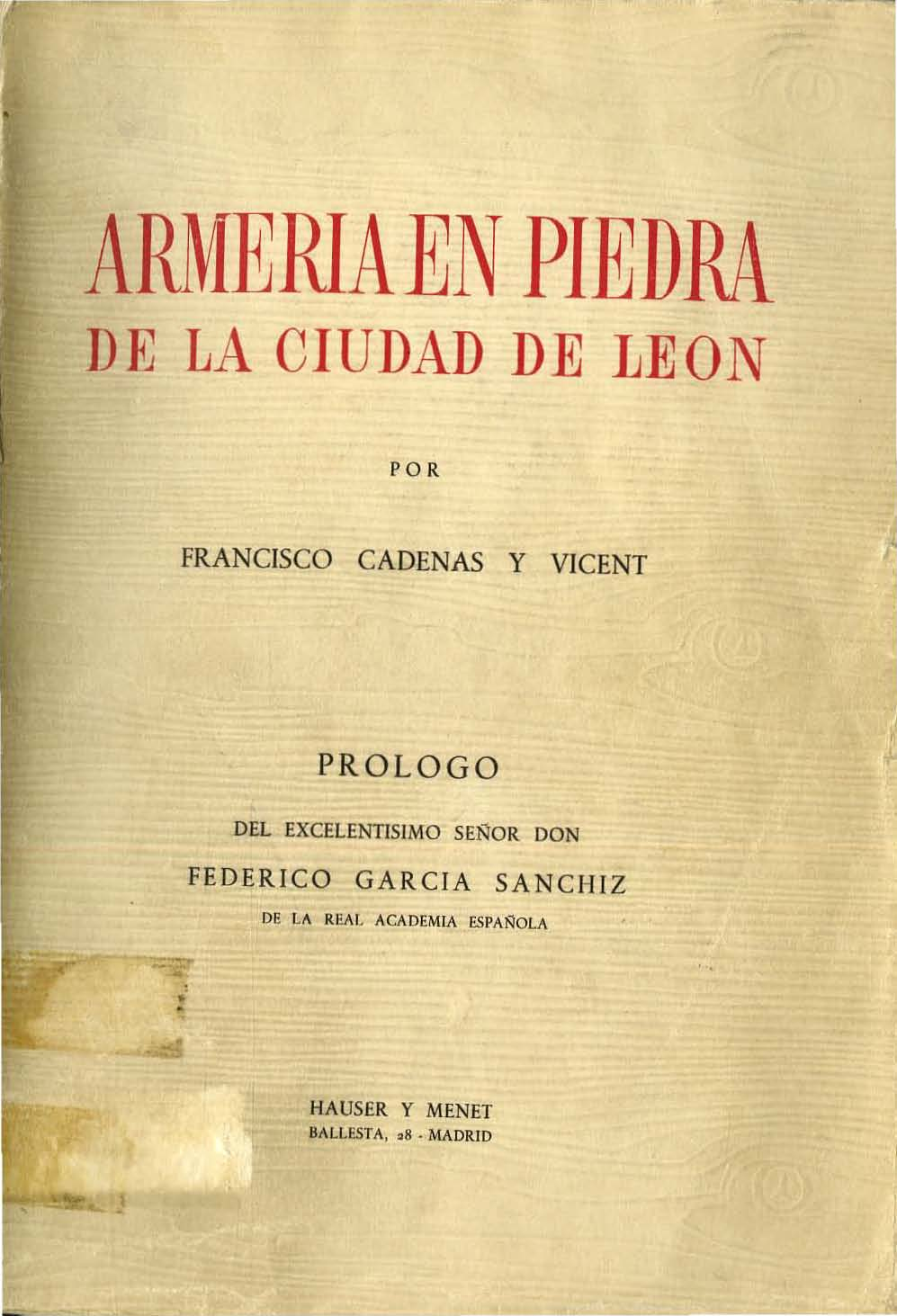
Portada del libro Armería en piedra de la ciudad de León

La Armería en piedra de la ciudad de León hace referencia al conjunto de escudos esculpidos en la localidad de León, España, como símbolo de las familias del reino homónimo. También se conoce con este nombre a un libro de Francisco Cadenas y Vicent, publicado en 1943, en el que se enseñan un gran número de dichos escudos, con su corrrespondiente blasonamiento.

## Introducción
Entre los reinos cristianos medievales peninsulares, figura el Reino de León, que originariamente, en el año 910, se desgajó del más antiguo reino cristiano, el Reino de Asturias. El Reino de León, cuna del parlamentarismo, tenía como capital a la ciudad de León, que todavía presenta numerosas huellas de su pasado; por ejemplo, aún se conservan esculpidos los blasones de antiguas familias.
El conjunto de escudos de un lugar o de una época se denomina armería y a su correspondiente descripción le corresponde el nombre de blasonamiento. 
De ahí el título de este artículo, Armería en piedra de la ciudad de León. No es un título baladí, pues se corresponde con la descripción de un conjunto de escudos (armería) esculpidos (en piedra) de la ciudad de León.  Además, se corresponde con el libro de Francisco Cadenas y Vicent, publicado en 1943, Armería en piedra de la ciudad de León.
Francisco Cadenas muestra cada uno de los blasones con una fotografía en blanco y negro y realiza el blasonamiento de cada escudo. 
Respetando el sentido de esa armería y pretendiendo dar a conocer parte de la historia leonesa, se realiza este artículo, Armería en piedra de la ciudad de León, incorporándose información visual que facilite la comprensión de los términos propios de la heráldica. 
Federico García Sanchiz escribió el prólogo al libro de Francisco Cadenas. Su título es  Para que el viento no se lleve las memorias.
Los dibujos representados, están basados en la descripción que aparece en el libro “Armería en piedra de la ciudad de León” de Francisco Cadenas y Vicent, tratando de representar las imágenes de los escudos que aparecen en dicho libro, correspondientes a los esculpidos en diversos edificios de la ciudad.
Algunas de las bocas tratan de imitar las reales de los escudos de piedra originales.

## Escudos en la Ciudad de León
| Escudo | Escudo 2 | Nombre y Descripción del blasón |
| ------ | -------- | --- |
|        |          | ABAURRE En fondo de plata un árbol de sinople y un lobo de sable empinante al árbol. Plaza de las Torres de Omaña |
|        |          | ACEBEDO Cuartelado en Cruz; 1º ·y 4º de oro con un acebo de sinople; 2º y 3º de plata con un lobo rampante de sable. Bordura con ocho aspas de San Andrés. Calle del Cid |
|        |          | ACUÑA En fondo de oro, nueve cuñas de azur. Bordura de plata y en ella cinco escudetes en azur con cinco roeles cada uno. Otros: De sable una barra de oro con nueve cuñas de azur en bloques de res. Lleva bordadura de plata en la que tres cinco escudetes de azur, dos a cada costado u uno en la punta, con cinco roeles ordenados en sotuer. Calle de San Francisco |
|        |          | ÁGUILA En fondo de gules un águila esplayada, de plata. Calle de Zapaterías, hoy Fernández Cadórníga |
|        |          | ÁLAMOS En fondo de plata, un árbol de sinople. Bordura de la Casa de Quiñones. Calle del Cid |
|        |          | ALFONSO En fondo de azur, una flor de lis de plata. Bordura con ocho castillos de plata sobre fondo de gules. Calle del Cid |
|        |          | ARGÜELLO En fondo azur árbol de sinople fruteado de oro y dos cabras de plata empinantes al árbol. Calle de San Lorenzo |
|        |          | BANDERA (LA) Sobre fondo de oro dos cabezas de moro puestas en palo y debajo dos banderas, también en palo y dos brazos armados empuñando una llave cada uno. Bordura de gules con ocho veneras de oro. Otros traen: En campo de oro trae un brazo armado empuñando una bandera con terminación bífida, del paño, a la diestra, una llave con sus guardas hacia el jefe y en la punta tres cabezas de moro. Rinconada del Conde de Rebolledo |
|        |          | BARBA Cuartelado en sotuer; 1º y 3º campo de oro con un castillo de azur; 2º y 4º campo de azur con caldera de oro. Bordura de leones y águilas. Calle del Cid |
|        |          | BRAVO En fondo azur castillo jaquelado de oro, gules y azur puesto sobre ondas aclarado de sable, y en la puerta un león rampante de oro; encima de la puerta un escudete de azur con tres flores de lis de oro, en lo alto del castillo tres torres, la del medio más alta y las otras dos, sumadas de dos águilas de azur esplayadas. Calle de Daoíz y Velarde |
|        |          | CABAÑAS En campo de plata cinco cabañas de gules, puestas tres y dos. Calle de Juan de Arfe |
|        |          | CABERO En campo de gules un castillo de oro y en el jefe dos campanas de plata, sin badajos. Bordura de todo el escudo, con la leyenda de este apellido; que es en fondo de oro y letras de sable: CAMPANAS DE HAUMES NON SONAR EN IAMES. Plaza de Serradores |
|        |          | CABEZA DE BACA o CABEZA DE VACA Cortado; 1º en fondo de oro, una cabeza de vaca de gules; 2º ajedrezado en oro y gules. Plaza de San Isidoro Calle del Arco de las Ánimas Plaza de la Parroquia de Víllapérez |
|        |          | CABEZAS En fondo de azur trece roeles de plata. Bordura de gules cargada de cuatro cabezas de moros. CADENAS: En campo de sinople una torre de plata puesta sobre una roca de gules perfilada del mismo metal y brochante sobre ella, una cadena de su color, puesta en banda, desde el homenaje hasta la parte inferior de la misma. Calle de la Rua |
|        |          | CADENAS En campo de sinople una torre de plata puesta sobre una roca de gules perfilada del mismo metal y brochante sobre ella, una cadena de su color, puesta en banda, desde el homenaje hasta la parte inferior de la misma. Calle del Conde de Luna |
|        |          | CANSECO De gules, trae un árbol arrancado de raíz en oro, de su copa sale una bandera bífida que vuela a diestra del conjunto y lleva atada la parte superior del mástil una caldera que pende a la siniestra: al tronco del árbol se encuentra atado con una cadena un lebrel en posición pasante a la diestra. Lleva bordura en con ocho aspas o cruces de San Andrés. |
|        |          | CARRERA (LA) De azur con una torre de plata, aclarada de azur y puesta sobre un monte de oro, y un caballero armado, de plata, con una lanza del mismo metal en la mano diestra y jinete en un caballo con las guarniciones ·de oro y gules, subiendo a galope por el monte para atacar con la lanza la puerta del castillo. Sumada a la torre una estrella de oro. Calle del Arco de las Ánimas |
|        |          | CASTRO En fondo de plata seis roeles de azur. Calle de Juan de Arfe |
|        |          | CEPEDA Escudo de plata y un león de su color. Bordura de gules con ocho aspas de San Andrés en oro. Calle del Cíd |
|        |          | CIAÑO De gules con un árbol de su color, perfilado de oro, y atado a él con cadena de hierro un león, también de oro. En los flancos diestro y siniestro un castillo del mismo m tal, sostenido por una mano o concha. Calle de Zapaterías, hoy Fernández Cadórníga |
|        |          | COBOS En campo de azur cinco leones rampantes de oro coronados de lo mismo y puestos en sotuer. Plaza de la Parroquia de Villapérez |
|        |          | CUSANZA En campo azur una cruz de gules flordelisada. Bordura de azur con ocho castillos de oro. Otros: De azur trae una cruz flordelisada de plata. Lleva bordura también de azur con ocho castillos de oro. Otros: De oro trae una cruz flordelisada cuartelada de plata y sable. Bordadura: Componada de gules y sable trae ocho castillos donjonados de oro. Calle del Cid |
|        |          | DÍAZ En fondo de oro un águila esplayada de sable. Bordura de plata con ocho flores de lis en azur. Calle de Juan de Arfe Calle de la Rua |
|        |          | DÍEZ En fondo de gules una espada de oro. Bordura de gules con' ocho aspas de San Andrés de oro. Calle de San Francisco |
|        |          | ENRÍQUEZ Cortinado; dos castillos de oro aclarados en azur sobre fondo de gules y un león rampante de gules sobre fondo de plata. Otros traen bordura de la Casa de Quiñones." Calle del Genera1ísímo Franco, actual Calle Ancha |
|        |          | ESCOBAR En fondo de oro tres ramos o escobas verdes con cintas rojas, dos en jefe y una en punta. Lema: Todo tiene su hora. Calle del Arco de las Ánimas |
|        |          | FAJARDO En fondo de plata, tres matas de ortigas de sinople, entre unas peñas de oro, sobre ondas de azur y plata. Calle de San Francisco |
|        |          | FLÓREZ En campo de azur, cinco flores de lis de oro, puestas en sotuer. Otros traen bordura de plata con leones en gules y castillos en oro, sobre campo de gules y otros, bordura de gules, con ocho aspas de San Andrés, de oro." Calle de San Lorenzo Calle del Cid Plaza de San Isidoro |
|        |          | GARCÍA DE LA BRIZUELA De azur con un roble de sinople, perfilado de plata y acompañado de cinco flores de lis de oro a la diestra, puestas en sotuer y cinco menguantes ·de plata a la siniestra también en sotuer. La copa del árbol sumada de una garza de oro, abiertas las alas y rajado el pecho, y al pie del tronco, y sobre ondas de azur y plata, un león de su color. Bordura de ocho aspas de gules sobro oro. Rinconada del Conde de Rebolledo |
|        |          | GONZÁLEZ DE LEÓN Escudo partido; 1º de plata con cinco flores de lis de azur, puestas en sotuer; 2º de gules con una cruz floreteada de oro, medio cortado de sinople con un castillo de oro. Calle de San Francisco |
|        |          | GUZMÁN Cuartelado en sotuer; 1º sobre fondo azur caldera con ajedrezado de oro y gules; 2º sobre fondo de plata armiños en sable; 3º y 4º se repiten los anteriores cuarteles. Otros traen, en fondo de azur, dos calderas ajedrezadas de plata y gules. Bordura con ocho armiños de sable. Primitivo escudo de los Guzmanes. Otros: Cuartelado en Sotuer; 1º sobre fondo de azur caldera con ajedrezado de oro y plata; 2º en fondo de plata, armiños de sable; 3º y 4º se repiten los anteriores cuarteles. Bordura general igual a la de los Quiñones de León, sin duda, por alianzas con los de este apellido. Calle del Generalísimo Franco, actual Calle Ancha |
|        |          | HERRERA En fondo de gules dos calderas de oro. Bordura de gules con doce calderas de oro. Plaza de Don Gutierre |
|        |          | LACIANA En fondo de azur una cruz de oro como la de Calatrava. En los cantones cuatro flores de lis y dos calderas de sable bajo los brazos de la cruz. En punta, ondas de plata y gules. Bordura con diez aspas de San Andrés en gules. Calle del Cíd |
|        |          | LORENZANA Campo de oro y en él dos leones de gules echados en palo. Bordura de plata con ocho eslabones de azur. Plaza de las Torres de Omaña |
|        |          | LUPIÁ Cuartelado; 1º y 4º de oro y una cruz de gules vacía y floreteada como la de Calatrava; 2º y 3º de gules y un monte de oro y encima una flor de lis del mismo metal. Plaza de la Catedral |
|        |          | MAYORGA Sobre fondo azur una barra de oro engolada de dos cabezas de dragones. En los campos dos puntas de lanza. Bordura de oro con ocho aspas de gules. Otro: Cortinado; 1º de azur con una faja de oro; 2º jaquelado de oro y gules y 3º de oro con un león rampante de su color. Bordura de oro con cuatro leones de su color y cuatro sotueres de gules, alternando. Calle del Arco de las Ánimas |
|        |          | MIRANDA Cinco doncellas puestas en sotuer en campo de gules y cinco veneras o medallas en oro; por orla, dos serpientes de sinople con las cabezas y las colas cruzadas. Calle de Daoíz y Velarde |
|        |          | MORENO Sobre campo de oro un castillo de gules con dos águilas de sable, volantes en sus almenas. Calle del Cid |
|        |          | OBELAR Dos medias lunas azules en campo amarillo e una cruz colorada e a los dos cantos de ella (…) tres barras azules en campo blanco, o también: Una cruz aguzada, cantonada en lo alto de dos crecientes figurados, puestos en barra y banda; los cantones de la punta, cada uno con tres barras Este blasón ha sido tomado por falso o atribuido al condado de Luna, e incluso al Maestrazgo de Santiago, pero corresponde a los Obelar. Calle del Cid |
|        |          | OBREGÓN Partido; 1º en fondo de oro una cruz de gules; 2º en campo de sinople una rueda de oro Y. una mano de plata, sangrante. Calle de la Rua |
|        |          | OSORIO En fondo de oro dos lobos pasantes de gules. Otros añaden bordura de plata con leones en gules y castillos en oro sobre campo de gules. Calle de Zapaterías, hoy Fernández Cadórníga Calle del Cid Calle del Generalísimo Franco, actual Calle Ancha |
|        |          | OZAETA Cortado; 1º fondo de azur y en jefe un casco de frente, dos taxamates puestos en aspa, con las cuchillas de plata y las astas en oro, debajo de cada cuchilla un brazalete y debajo del casco un ara con una cruz de Lorena en oro; 2º campo de oro con tres palos de gules de Aragón. Bordura con ocho aspas de San Andrés en oro. Plaza de San Marcelo |
|        |          | PACHECO En fondo de plata, dos lobos pasantes de sable. Bordura general de gules con seis aspas de San Andrés, en oro. Calle de San Francisco |
|        |          | PORTAL De azur, trae un lebrel pasante a la diestra que apoya sus patas sobre cuatro columnas, Sobre sus lomos, ocupando la parte siniestra del cuartel, trae un águila volando cuyo pico toca el lomo del lebrel y ocupando la zona diestra del jefe se talla una cruz. |
|        |          | QUIJADA Ajedrezado de plata y azur. Bordura de azur con ocho lobos pasantes de sable. Plaza del Mercado |
|        |          | QUIÑONES Siete escaques de plata con veros de azur y ocho escaques en gules. Los Quiñones de León añaden una bordura de plata con leones de gules y castillos en oro sobre campo de gules. Calle de Serranos Plaza de las Torres de Omaña |
|        |          | QUIRÓS Terciado en faja; en fondo de plata dos llaves de azur entre seis luneles gules; en fondo azur tres lises de oro, una en jefe y dos en punta. Bordura de gules alternando los armiños y las aspas de San Andrés. El tradicional es más sencillo, sobre fondo de plata dos llaves de azur entre seis luneles gules y tres lises de oro, una en jefe y dos en punta. Calle del Cid Calle de Daoíz y Velarde Calle del Paso |
|        |          | REINOSO En fondo de oro cruz flordelísada de gules. Bordura jaquelada de plata y gules. Plaza de San Isidoro |
|        |          | ROBLES Un roble de sinople en fondo de plata. Bordura de oro con ocho armiños de sable. Plaza de Serradores |
|        |          | ROJAS Sobre fondo de oro cinco estrellas en gules de ocho puntas. Otros: En fondo de oro cinco estrellas gules de cinco puntas. Calle del Generalísimo Franco, actual Calle Ancha |
|        |          | RUIZ DE HERRERA Cortado; 1º en fondo de plata una cruz de gules y 2º sobre fondo de oro tres calderas de sable. Bordura de gules con diez calderas de oro. Calle del Arco de las Ánimas |
|        |          | SALAZAR Sobre fondo de gules trece estrellas de oro. Plaza de las Torres de Omaña |
|        |          | SANTIESTEBAN Cortinado; en los dos cuarteles de arriba campo de azur y media flor de lis de oro en cada uno, y en el de abajo de sable con un león de oro. Bordura de gules con ocho aspas de oro. Plaza de Serradores |
|        |          | SOTOMAYOR Sobre fondo de plata tres fajas; cada una de ellas compuesta de dos filas de escaques o jaqueles de oro y gules y sable la del centro con otras dos filas iguales a las primeras. Bordura con diez castillos. Calle del Cíd |
|        |          | SOUSA Cuartelado; 1º y 4º de azur ·con cinco quinas o escudetes de Portugal puestos en sotuer; 2º y 3º de plata con un león de gules. Plaza de Serradores |
|        |          | TAPIA En campo de plata tres fajas de azur. Bordura de gules con siete aspas de San Andrés en oro y en jefe una flor de lis de plata. Plaza de Don Gutierre |
|        |          | TOVAR En fondo azur, una barra de oro engolada de dos cabezas de dragantes o serpientes. Plaza de Serradores |
|        |          | VEGA En fondo de plata cabeza de rey, coronado de oro, con la leyenda: Ave Maria. En Adrados de Boñar hay otro escudo atribuido al apellido VEGA con la siguiente descripción: Un cáliz, y lleva una bordadura con una leyenda “AVE MARÍA GRATIA PLENA” Calle de las Catalinas |
|        |          | VELASCO Jaquelado; ocho escaques o jaqueles de oro y siete escaques con veros de plata y azur. Plaza de San Isidoro |
|        |          | VILLAFAÑE Escudo jaquelado de cinco puntas o escaques de plata y cuatro de azur. Bordura con las aspas de San Andrés. Plaza de San Marcelo Plaza de Don Gutierre Calle de Serranos |
|        |          | VILLAGÓMEZ Escudo de oro con cruz llana de gules igual a la de Calatrava. Cuatro calderas de sable, una en cada cantón. Plaza de San Isidoro |
|        |          | ZÚÑIGA En fondo de plata una banda de sable. Bordura de sable con cadena de oro. Calle del Cid |

## Escudos con esmaltes sin identificar
Escudos cuyos esmaltes no hemos podido identificar al estar representados en piedra.
| Escudo | Escudo 2 | Nombre y Descripción del blasón |
| ------ | -------- | --- |
|        |          | GÓMEZ Un castillo con tres torres sobre campo de rocas. Calle de las Catalinas |
|        |          | ISLA Trae un jefe cosido donde aparecen ondas de plata y azur. En el resto trae en dos fajas, cinco en la parte superior y cuatro en la inferior, lo que pudieran ser armiños. Calle del Cid |
|        |          | MARINAS Entado en punta, en el primer cuartel sobre campo de gules trae dos fajas de oro, en el segundo cuartel trae tres cabezas de lobos que van diestras y colocadas en palo dos y una, en el tercer cuartel sobre campo de azur trae una estrella de ocho puntas de plata. Lleva bordadura con ocho veneras. Calle del Cid |
|        |          | NEYRA Una banda cargada de tres leones rampantes engolada en bocas de dragones. En los cantones cuatro espadas. Calle de Serranos |
|        |          | RUY GÓMEZ Tres bezantes puestos, dos y uno, y tres burelas cargadas de armiños. Calle de las Catalinas |